# Valiant (char)
Le Valiant, ou plus précisément Tank, Infantry, Valiant (A38), est un prototype britannique de char d'infanterie de la Seconde Guerre mondiale basé sur le char Valentine. Un seul exemplaire a été construit.

## Histoire
Le Valiant fut conçu comme une amélioration du char Valentine réutilisant le maximum d'éléments de l'original. Le projet, numéroté A38, était une suggestion de Vickers de 1943, mais le prototype (construit par Ruston & Hornsby) ne fut pas prêt avant la mi-1944 et le programme fut abandonné à l'approche de la fin de la guerre.
La principale différence d'avec le char Valentine était la tourelle plus grande destinée à recevoir un canon plus puissant, l'OQF 75 mm, déjà utilisé sur certaines versions du char Churchill et sur le Cromwell, ainsi qu'un blindage plus épais. Pour les essais, le prototype reçut le canon anti-char QF 6 pounder (57 mm).
On suggéra la construction d'un Valiant II, équipé d'un moteur V8 Rolls Royce Meteorite (une version plus petite du Rolls-Royce Meteor) et d'une transmission améliorée, mais il ne vit jamais le jour.
L'unique exemplaire est exposé au Musée des blindés de Bovington, dans le Dorset.